# 몬테마라노
몬테마라노(이탈리아어: Montemarano)는 이탈리아 캄파니아주 아벨리노도의 코무네다.